# Hydrodynamická vertikální zonálnost
Hydrodynamická vertikální zonálnost je svázána s prostorovou změnou některých hydrogeologických vlastností horninového prostředí. 
Jedná se především o:
- obsah vody v hornině (vlhkost)
- pórovitost
- tlaková výška

Na základě těchto vlastností se rozlišují dvě základní zóny:
- a) nesaturovaná zóna
- b) saturovaná zóna

## Nesaturovaná zóna
Jedná se o zónu nad hladinou podzemní vody, v níž vlhkost w je menší než celková pórovitost n, přičemž tlaková výška z < 0. Schéma viz obrázek. V pórech horninového prostředí je zde přítomna kapalná fáze (voda) ve formě vlhkosti a plynná fáze (půdní vzduch). Pohyb kapalin se děje převážně ve vertikálním směru a pro jeho rychlost je důležitým parametrem právě obsah vlhkosti.

## Saturovaná zóna
Zóna v horninovém prostředí, kde tlaková výška z > 0 a obsah vlhkosti w je roven celkové pórovitosti n - schéma viz obrázek. Veškerý pórový prostor je vyplněn vodou. Voda se zde pohybuje vlivem hydraulického gradientu. Saturovaná zóna je prakticky shodná s pojmem zvodněný kolektor nebo zvodeň.